# 虎士 (装甲車)

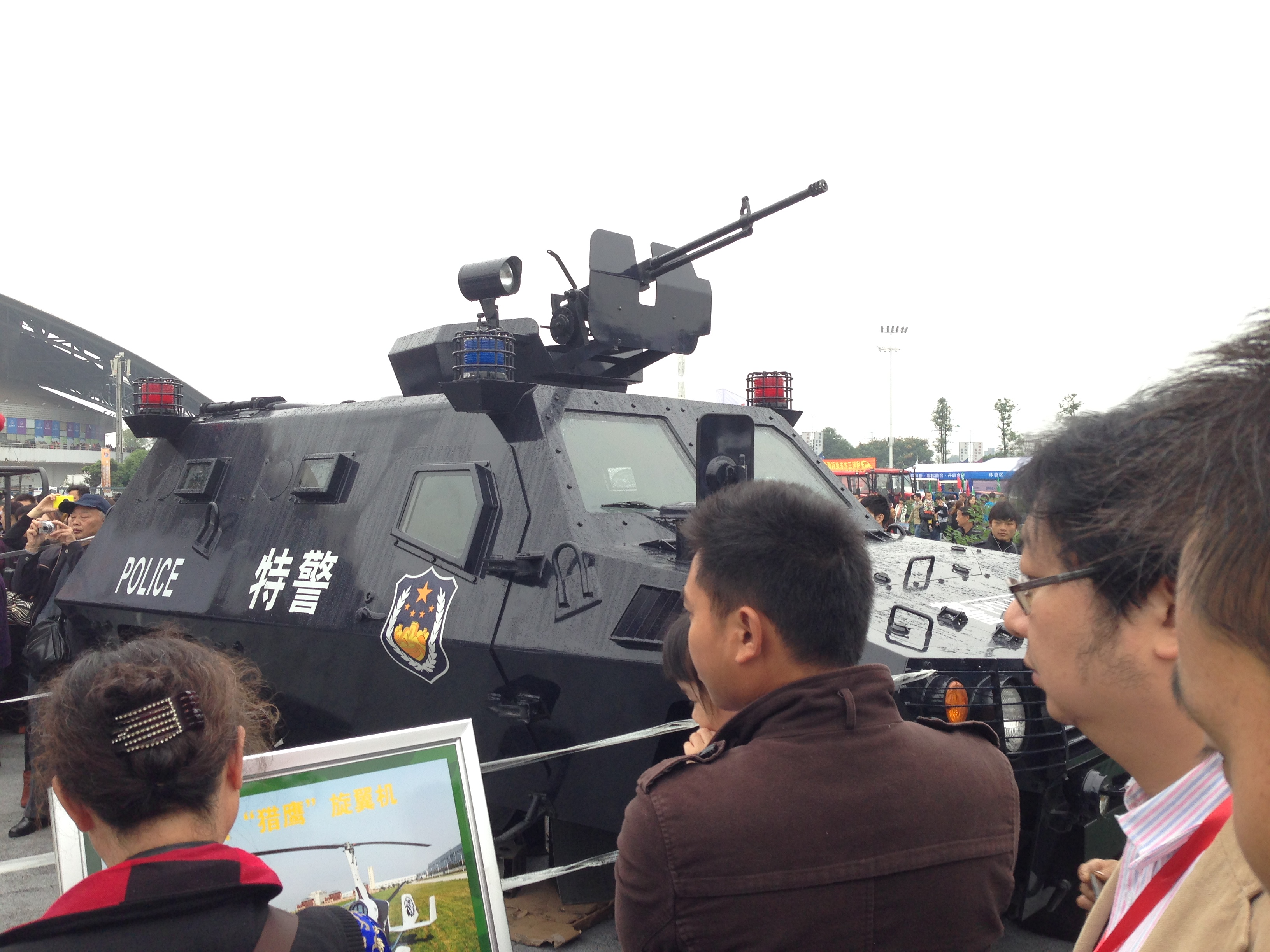
虎士装甲車

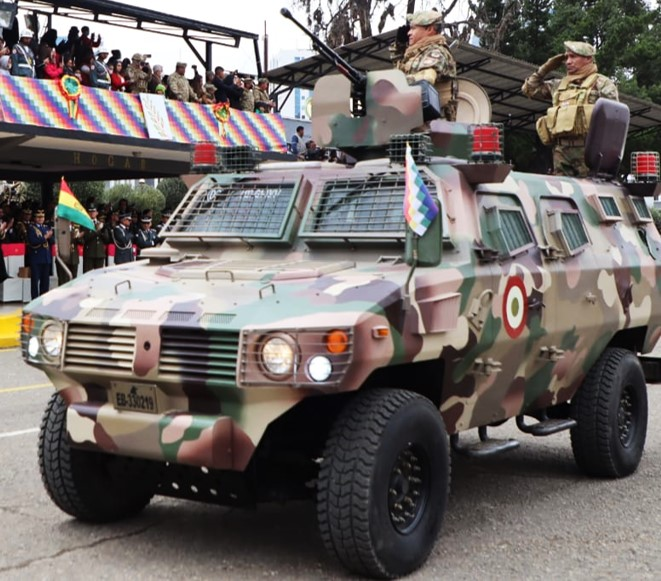
ボリビア軍のZFB-05

虎士(もしくはタイガー)は、中国の陝西宝鶏専用汽車廠が開発・製造する4輪式装甲車で、軍用として開発されたZFB-05"新星"の警察用モデルである。

## 概要
フォード・スーパーデューティーを原型としており、ライフル弾相当の防弾性能と200馬力のディーゼルエンジンと四輪駆動によりあらゆる地形、気象条件下で優れた機動性がある。機銃など暴徒鎮圧装備を搭載し、搭乗可能人数は11人。
中国国外にも輸出されており、ラムザン・カディロフは自身のTelegramにて新たに購入した兵器を紹介する際、その一種である虎士を自ら運転した。

## バリエーション
- ZFB-05
- ZFB-05A (改良モデル)
- ZFB-05C (装甲救急車)
- ZFB-05G (放送用装甲車)

## 配備
- 中華人民共和国の警察
  - マカオの警察
- ソマリア国軍 - 2017年9月に中国人民解放軍の中古車12両を受領し、2025年3月にはアフリカ連合から約6両を供与された[3]。
- ロシア国家親衛隊
  - カディロフツィ